# Служебный вход
«Служебный вход»  (англ. Employees' Entrance)— фильм 1933 года, относящийся к  периоду докодексового Голливуда. Повествует о коварном управляющем нью-йоркским универмагом (Уоррен Уильям) и его романтических отношениях с упрямой новой сотрудницей (Лоретта Янг). Режиссёр Рой Дель Рут. В 2019 году фильм был выбран по критериям культурной, исторической и эстетической значимости Библиотекой Конгресса для сохранения в Национальном реестре фильмов.

## Сюжет
Курт Андерсон — безжалостный и напористый генеральный директор универмага Монро. Но именно благодаря чрезвычайно эффективной стратегии Андерсона и авторитарному руководству универмаг и является успешным предприятием.
Действие фильма происходит во время Великой депрессии. Андерсон требует свежих идей от руководителей своих отделов. Когда Мартин Уэст выдвигает новаторскую идею, Хиггинс, давний глава отдела мужской одежды, её не одобряет; но Андерсон впечатлён. Он сразу же увольняет прежнего начальника Хиггинса, а Уэста делает своим помощником, сообщая ему при этом, что он должен полностью посвятить себя бизнесу. Уволенный Хиггинс неоднократно пытается увидеться с Андерсоном, чтобы попросить вернуть ему работу, но безуспешно. В конце концов Хиггинс совершает самоубийство, выпрыгнув из окна магазина на девятом этаже, но это оставляет Андерсона безучастным.
Гарфинкл, новый поставщик одежды, откладывает на три дня поставку части большого первого заказа из-за проблем с персоналом. В ответ Андерсон отменяет заказ и поручает своему секретарю подать в суд на Гарфинкала, требуя возмещения ущерба. Гарфинкл разорен, но Андерсону всё равно. К концу фильма,   Гарфинкла, озлобленного и теперь такого же безжалостного, как и Андерсон, тот назначает своим новым помощником; Гарфинкл говорит, что попытается погубить его. Андерсон полностью одобряет изменение Гарфинкла.
Разоренная и безработная Мадлен собирается устроиться на работу в Монро в утреннюю смену. Андерсон слышит её игру на пианино. Когда она узнает, кто он такой, она позволяет себе поддаться его силе и искусственному обаянию, что гарантирует ей работу моделью в отделе одежды. Андерсон, навязчивый развартник, презирает женщин, полагая, что всё, чего они желают, — это финансовая безопасность и контроль над своими мужьями. Он считает супружеские обязательства несовместимыми с успешным бизнесом. Однако, без ведома Андерсона, Мартин и Мадлен влюбляются друг в друга и женятся в секрете от Андерсона. 
Андерсон удваивает зарплату сотрудницы Полли Дейл (Элис Уайт). 
После ссоры Мартина и Мадлен на ежегодной корпоративной вечеринке, Андерсон находит Мадлен в одиночестве и утешает её, угощая шампанским, после чего приглашает её свой гостиничный номер наверху и насилует её. На следующий день Мадлен настаивает на том, чтобы Андерсон оставил её в покое. Во время их бурного разговора выясняется, что она замужем за Мартином. После того, как она угрожает уволиться вместе с мужем, Андерсон пытается уговорить Полли соблазнить Мартина, но та отказывается. Затем он ставит Мартина в известность о тех случаях, когда Мадлен спала с Андерсоном.
Мадлен безуспешно пытается покончить жизнь самоубийством с помощью яда, что побуждает разъярённого Мартина угрожать убить своего босса. Андерсон, которому грозит собственное увольнение осторожными банкирами, опасающимися его дорогостоящих планов, провоцирует Мартина стрелять, но отделывается лишь легким ранением. Когда врываются сотрудники, Андерсон ведет себя так, как будто ничего не произошло. Мартин увольняется.
Андерсон сохраняет свою работу. Полли, которой только что сказали выбрать новый гардероб для поездки в Париж, входит со своей собакой, но узнав, что поездка отменяется, возвращает наряды и убегает, оставив собаку, которую Андерсон выбрасывает в корзину для мусора.  Фильм заканчивается тем, что Андерсон не испытывает ни искупления, ни наказания.

## Актёры
- Уоррен Уильям, как Курт Андерсон

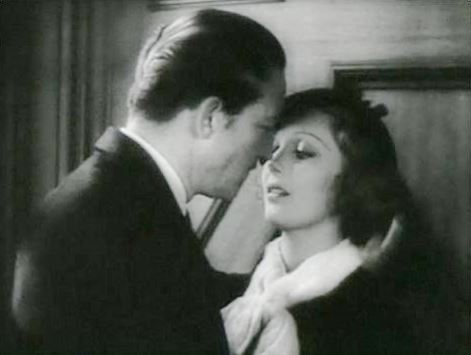
Андерсон (Уильям Уоррен) загоняет Мадлен (Лоретта Янг) в угол в сцене из трейлера к фильму.

- Лоретта Янг в роли Мадлен Уолтерс Уэст
- Уоллес Форд, как Мартин Уэст
- Элис Уайт в роли Полли Дейл
- Хейл Гамильтон в роли коммодора Франклина Монро
- Альберт Гран, как Дентон Росс
- Марджори Гейтсон в роли миссис Ли Хикокс, покупатель, которого по ошибке задержали как магазинного вора.
- Рут Доннелли — мисс Холл, секретарь Андерсона
- Фрэнк Райхер в роли Гарфинкла
- Чарльз Селлон в роли Арнольда Хиггинса
- Аллен Дженкинс в роли Суини, детектива магазина (в титрах)
- Зита Моултон в роли Марион

## Производство
Изначально главная роль была предложена Эдварду Г. Робинсону, затем Хейлу Гамильтону, который в конечном итоге сыграл второстепенную роль, и только потом Уоррену Уильяму. На основные съемки фильма ушло 23 дня. Хотя Элис Уайт была главной звездой Warners в то время, когда немое кино уступало место звуковому, ко времени «Служебного входа» её популярность прошла, как прошло и увлечение флэпперами . Роль второго плана в «Служебном входе» позволила ей вернуть популярность, но позже, в 1933 году,  скандал вынудил её вернуться на вторые роли.